# Quod Multum
Quod Multum è la ventesima enciclica di papa Leone XIII, pubblicata il 22 agosto 1886, scritta all'Episcopato ungherese, in occasione del bicentenario della liberazione di Budapest dal dominio ottomano, circa la situazione della Chiesa in Ungheria. La lettera enciclica così inizia:
(Papa Leone XIII, incipit della lettera enciclica Quod Multum)
Verso la parte finale il Pontefice scrive codeste parole:
(Papa Leone XIII, parte finale della lettera enciclica Quod Multum)